# Univers oscil·lant
L'univers oscil·lant és una hipòtesi proposada per Richard Tolman, segons la qual l'univers sofreix una sèrie infinita d'oscil·lacions, sempre començant amb un big-bang i acabant amb un big crunch. Després del big-bang, l'univers s'expandeix durant un temps fins que l'atracció gravitacional de la matèria produeix un encongiment que condueix a un col·lapse; i el procés es torna a iniciar.
Aquesta hipòtesi va ser bastant acceptada durant un temps pels cosmòlegs que pensaven que alguna força hauria d'impedir la formació de singularitats gravitacionals i connecta el big-bang amb un anterior big crunch: les singularitats matemàtiques que apareixien en els càlculs eren el resultat d'una idealització matemàtica que haurien de ser resoltes per un tractament més acurat. Tanmateix, en la dècada de 1960, Stephen Hawking, Roger Penrose i George F. R. Ellis van mostrar que les singularitats són una característica universal de les cosmologies que inclouen el big-bang sense que puguin ser evitades amb cap dels elements de la relativitat general. Teòricament, l'univers oscil·lant no es compagina amb la segona llei de la termodinàmica: l'entropia augmentaria en cada oscil·lació de manera que no es tornaria a les condicions anteriors. Altres mesures suggereixen també que l'univers no és tancat. Aquests arguments van fer que els cosmòlegs abandonessin el model d'univers oscil·lant.
La teoria ha tornat a ressorgir en la cosmologia de Brane com un model cíclic, que aconsegueix evadir tots els arguments que van fer rebutjar la teoria de l'univers oscil·lant en els anys 1960. Aquesta teoria és altament controvertida a causa de l'absència d'una descripció satisfactòria en aquest model del rebot amb la teoria de cordes.